# Gesättigte Verbindungen
| Gesättigte Verbindungen |        |
| Ethan                   | Propan |
|                         |        |
| 1-Octanol               |        |
|                         |        |
| Gesättigte Fettsäure    |        |
|                         |        |

In der organischen Chemie bezeichnet gesättigte Verbindung  eine Gruppe von Stoffen, in denen alle Bindungen zwischen Kohlenstoffatomen eines Moleküls Einfachbindungen sind. Alle Valenzen der Kohlenstoffatome sind ausgeschöpft, es können durch Additionsreaktionen keine zusätzlichen Atome oder Atomgruppen aufgenommen werden. Gesättigte Kohlenwasserstoffe sind in der Chemie die Gruppe der Alkane und der Cycloalkane. Einen Sonderfall stellen komplexe zusammengesetzte Verbindungen dar (zum Beispiel Verbindungen, die aus mehreren Ringen bestehen, etwa Propiconazol), bei denen sich die Bezeichnung nur auf Teile der Verbindung (z. B. einzelne Ringe) beziehen kann.

## Eigenschaften
Gesättigte Verbindungen sind in der Regel stabiler und weniger reaktiv als ungesättigte Verbindungen, da keine sterischen Hinderungen und keine großen Polaritätsunterschiede auftreten. Außerdem besitzen sie im Verhältnis zur Molmasse recht niedrige Schmelz- und Siedepunkte.

## Beispiele
Gesättigte Kohlenwasserstoffe
- Alkane

Gesättigte Alkohole, Aldehyde, Ketone, Carbonsäuren und Ester
- Butanol, Acetaldehyd, Propanon, Buttersäure
- gesättigte Fettsäuren (z. B. Stearinsäure und Palmitinsäure)